# 奧爾岡斯山脈

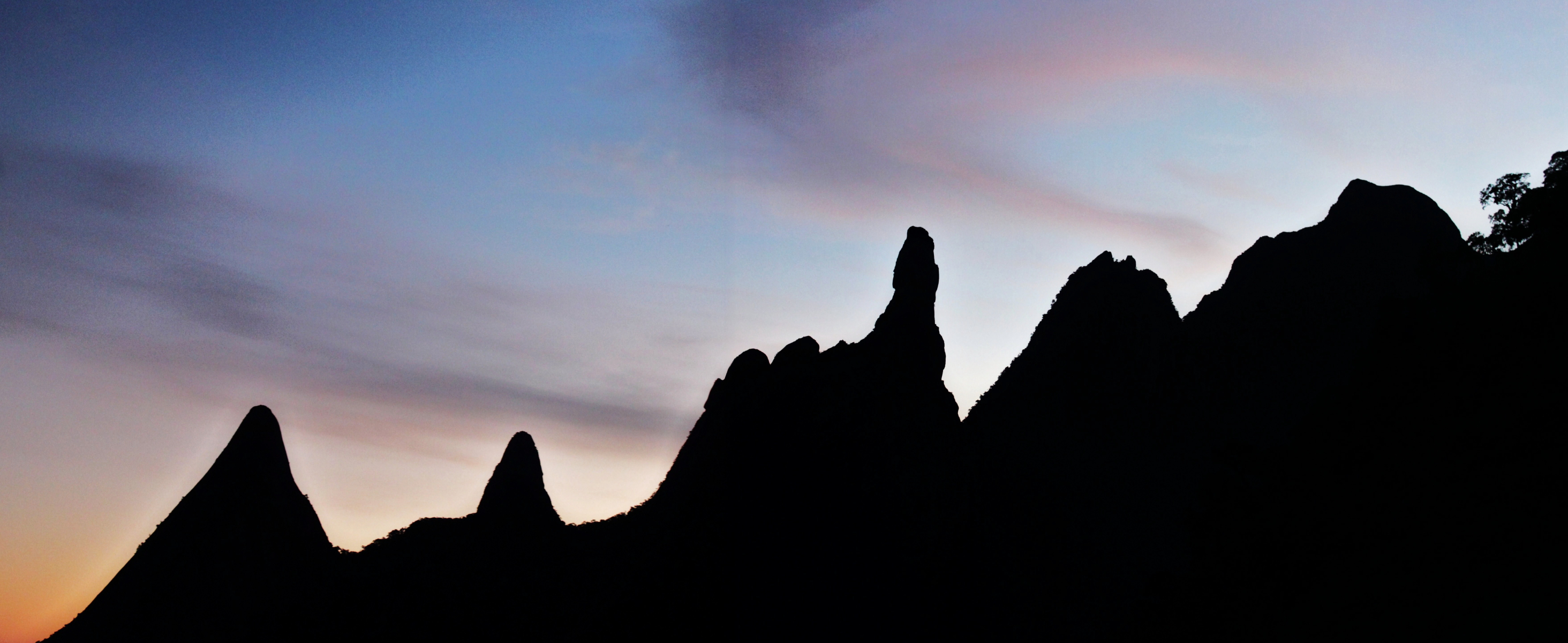
奧爾岡斯山手指峰

奧爾岡斯山脈（Serra dos Órgãos）是巴西的山脈，位於里約熱內盧州。1939年成為國家公園，面積110平方公里，最高點海拔高度2,263米。